# أندرتيكر (كوميكس)
أندرتيكر كانت سلسلة قصص مصورة بطلها المصارع الأمريكي الأندرتيكر صدرت في الفترة من 1999 إلى 2000.

## أبطال السلسلة
- الأندرتيكر.
- بول بيرر.
- ميك فولي.
- كين.